# جوزيف مينديز
جوزيف مينديز (بالفرنسية: Joseph Mendes) (30 مارس 1991 بإفرو في فرنسا - ) هو لاعب كرة قدم فرنسي في مركز الهجوم. لعب مع نادي غرونوبل ونادي لوزيناك ونادي لوكوموتيف بلوفديف ونادي لومان ونادي لوهافر وSAS Épinal ‏.

## وصلات خارجية
- جوزيف مينديز على موقع قاعدة بيانات كرة القدم.إي يو (الإنجليزية)
- جوزيف مينديز على موقع ناشيونال فوتبول تيمز (الإنجليزية)
- جوزيف مينديز على موقع Soccerway.com (الإنجليزية)